# Wayne Hart
Wayne Hart (* 13. Februar 1949 in Vauxhall, Alberta) ist ein kanadischer Curler.
Hart war Ersatzspieler der kanadischen Mannschaft bei den XV. Olympischen Winterspielen 1988 in Calgary im Curling. Die Mannschaft von Skip Ed Lukowich gewann die olympische Bronzemedaille. Da Curling damals noch eine Demonstrationssportart war, besitzt die Medaille keinen offiziellen Status.

## Erfolge
- 1. Platz Weltmeisterschaft 1986
- 3. Platz Olympische Winterspiele 1988 (Demonstrationswettbewerb)